# Hera (fribrottare)
Hera, född 3 juli 1999 i Mexico City, är en mexikansk fribrottare som debuterade 2019. Hera brottas i Consejo Mundial de Lucha Libre (CMLL), Mexikos äldsta fribrottningsförbund. Hennes far Valiente, syster Olympia och bror Hijo del Valiente brottas alla i samma förbund.
Hera tränades av sin far Valiente, samt av Skayde. Innan hon debuterade i CMLL i mars 2022 brottades hon flera år på den oberoende scenen i Mexico City. Den 14 oktober deltog Olympia i sitt pay-per-view-evenemang för CMLL, Universal De Amazonas 2022. Hon brottas under en fribrottningsmask och hennes identitet är inte känd av allmänheten, vilket är vanligt inom lucha libre.